# Massa Marittima
Massa Marittima – miejscowość i gmina we Włoszech, w regionie Toskania, w prowincji Grosseto.
Według danych na rok 2004 gminę zamieszkiwało 8825 osób, 31,2 os./km².
W Massa Marittima urodził się św. Bernardyn z Sieny (1380-1444) wielki reformator zakonu franciszkańskiego.